# Сан-Донато-ин-Скопето
Сан-Донато-ин-Скопето (итал. La chiesa di San Donato in Scopeto — Церковь Святого Донато в Скопето) — римско-католическая церковь во Флоренции, Тоскана, Италия. Церковь была частью монастыря, расположенного во Флоренции между современной улицей Виа Уго Фосколо и холмом Беллосгуардо недалеко от Порта Романа.

## История и архитектура
Упоминания о древнем монастыре на этом месте относятся к 1251 году. Известно также, что в 1260 году из церкви был изгнан настоятель Пьетро Ланфранко и храм стал приходским. В 1370 году он перешёл к цистерциаским монахам аббатства Сеттимо, а в 1420 году папа Мартин V передал его регулярным каноникам ордена августинцев Сан-Сальваторе в Болонье, более известным как регулярные каноники Санта-Мария-ин-Рино. При августинцах комплекс пережил момент расцвета, который обеспечивался значительными финансовыми поступлениями (от Флорентийской республики и от частных лиц, а также благодаря благосклонности папы Евгения IV) и влиянием приората на другие приходы в округе.
Для монастыря работали известные художники: Нери ди Биччи и Сандро Боттичелли, но самая известная история связана с алтарной картиной «Поклонение волхвов», заказанной Леонардо да Винчи (1481) и оставшейся незавершённой из-за отъезда мастера в Милан (ныне она хранится в галерее Уффици во Флоренции). Затем та же работа была заказана Филиппино Липпи (эта картина также находится в Уффици).
В ноябре 1529 года во время осады Флоренции монастырь и церковь были сровнены с землёй самими флорентийцами, как и почти все сооружения за пределами стен Флоренции. Картины были перевезены в другое место, а мрамор из портика был повторно использован для лоджии перед церковью Сан-Якопо-сопр-Арно (1575).